# Мейендорф, Фёдор Егорович
Барон Фёдор Егорович Мейендорф (3 (15) сентября 1842—6 (19) октября 1911) — генерал-лейтенант русской императорской армии (1905).

## Биография
Родился 3 сентября 1842 года в православной семье дворян Эстляндской губернии. Сын барона Егора Фёдоровича Мейендорфа, генерал-адъютанта, генерала от кавалерии. 
Из камер-пажей 16 июня произведён в корнеты Лейб-гвардейского Конного полка. С октября 1860 по 28 августа 1861 года находился с нижними чинами полка в учебной вольнотижерно-фехтовальной команде полков гвардейского резервного кавалерийского корпуса. 17 апреля 1862 года произведен в поручики. С 17 декабря 1864 года по 18 ноября 1866 года был делопроизводителем хозяйственного комитета полка. 30 августа 1866 года произведен в штабс-ротмистры, а 31 марта 1868 года в ротмистры. Затем 16 сентября 1869 года назначен командиром резервного эскадрона своего полка. 22 марта 1871 года утверждён председателем хозяйственного комитета. С переименованием хозяйственных комитетов в хозяйственные управления, 1 января 1872 года назначен исполняющим должность заведывающего хозяйственной частью в полку. 16 апреля 1872 года произведен в полковники, а через год 4 марта 1873 года уволен от службы, по домашним обстоятельствам, тем же чином с мундиром.
14 марта 1884 года барон снова определен на службу, с назначением состоять для особых поручении при командующем войсками Одесского военного округа, с зачислением по армейской кавалерии, при чём старшинство в чине отдано 5 мая 1883 года. Высочайшим приказом от 31 мая 1893 года назначен помощником начальника канцелярии Императорской Главной Квартиры, с оставлением по армейской кавалерии. С 1898 по 1902 год комендант Императорской Главной Квартиры. В 1905 году произведён в генерал-лейтенанты. В 1902—1907 годах — почётный опекун Санкт-Петербургского присутствия опекунского совета ведомства Императрицы Марии. Скончался от сердечного приступа в октябре 1911 года. Похоронен в Одессе на кладбище церкви Марии Магдалины (могила не сохранилась).

## Семья
Фёдор Егорович был женат на графине Марии Васильевне Олсуфьевой (1841—1920), дочери Василия Дмитриевича Олсуфьева и Марии Алексеевне Спиридовой, сестре Адама Васильевича Олсуфьева (1833—1901), хорошего знакомого и дальнего родственника Льва Толстого. У супругов было девять детей (шесть из которых — дочери):
- Александра Фёдоровна (1868—1901), фрейлина, с 1896 года замужем за генерал-майором Николаем Сергеевичем Сомовым (ум. 1913). Жила с мужем по месту его службы в Одессе. Скончалась от тифа, оставив двух сыновей.
- Мария Фёдоровна (1869—1962), умерла в эмиграции, автор воспоминаний.
- Анна Фёдоровна (1871—1916), старшая сестра милосердия госпитального судна «Портюгаль». Погибла при его крушении.
- Георгий (Юрий) Фёдорович (1873—1919, убит[4]), женат с 1900 года на княжне Наталии Николаевне Долгоруковой (1882—1912), умерла от эклампсии во время родов мертвого ребенка.
- Василий Фёдорович (1875—194?), инженер, женат на своей кузине Софии Феофиловне Мейендорф (1883—?), дочери Феофила Егоровича Мейендорфа[5]. Пропал без вести в Польше в последние годы войны.
- Лев Фёдорович (1876—1919, убит[4]), женат с 1909 года на Софье Александровне Голенищевой-Кутузовой, дочери графа А. В. Голенищева-Кутузова.
- Ольга Фёдоровна (1878—1939), супруга Якова Анатольевича Куломзина (1874—1919).
- Екатерина Фёдоровна (1879—194?), скончалась в эмиграции в Бразилии.
- Елизавета Фёдоровна (1883—1985), замужем за Михаилом Михайловичем Родзянко (1884—1958), сыном М. В. Родзянко. Имели восемь детей, среди которых епископ Василий.